# الجنبات

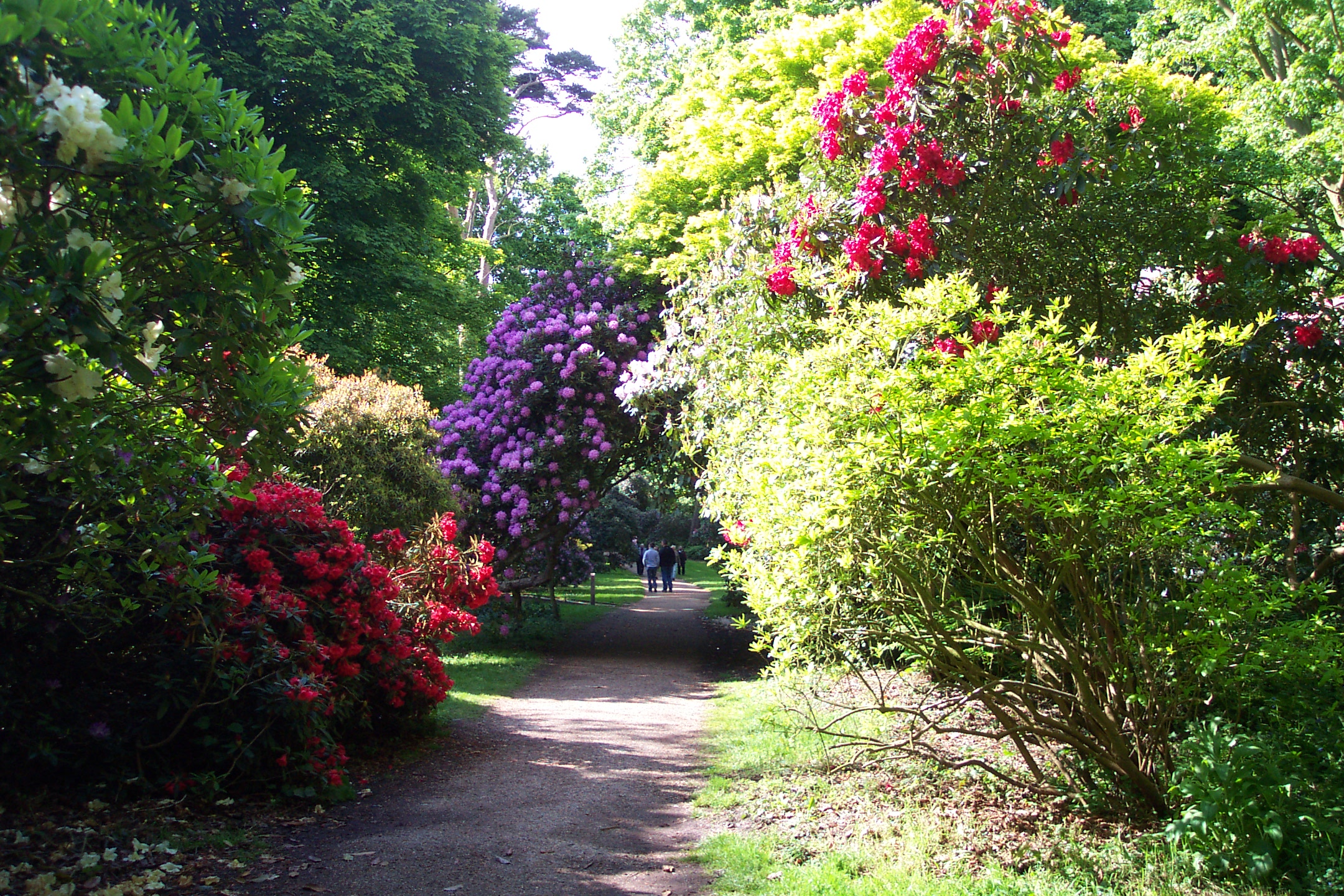
Sheringham Park

الجنبات أو ما يعرف ب منبت شجيرات (بالإنجليزية: Shrubbery)‏، هي مناطق واسعة تتواجد فيها الشجيرات بكثافة عالية أو عادة ما تُزرع فيها الشجيرات متقابلة على طول الممرات والطرق والشجيرة. الواحد فيها تعرف باسم جَنَبَة.

## الصفات

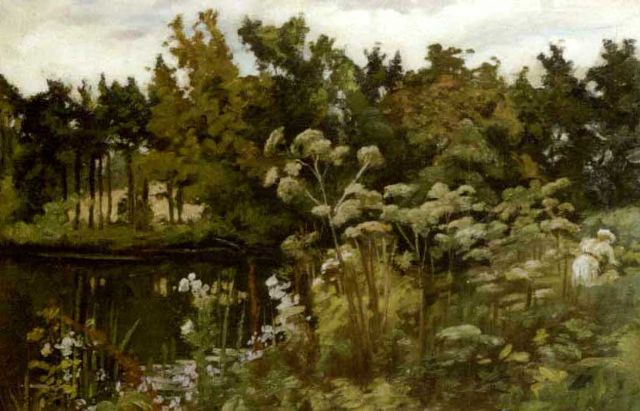
سيدة في الشجيرات ، لوحة زيتية لتوماس بوند ووكر (1861-1933)

كانت الجنبات سمة من سمات حدائق القرن التاسع عشر بالاسلوب الإنجليزية، حيث تعود أصولها إلى أسلوب الحدائق gardenesque في الجزء الأول من القرن. حيث كانت الجنبات في هذا القرن عبارة عن مجموعة من الشجيرات شديدة التحمل، تختلف تمامًا عن حدائق الزهور، التي كانت عبارة عن حديقة لتقطيع الزهور. حيث كان يتم ترتيب الشجيرات على طول جوانب طريق وبشكل متعرجة لتصنع دائرة تعيد المُشاة إلى شرفة المنزل وكانت ممراتها مرصوفة بالحصى لتجف بسرعة بعد المطر. كما اتاح المشي بين الشجيرات فرصة لإجراء محادثات الخاصة بعيدًا عن انظار الاخرين، وكان المشي المتعرج بين الشجيرات المحيطة بمروج صغير جدًا سمة من سمات الحديقة الخلفية لفيلا ريجنسي.